# Thomas Dehler

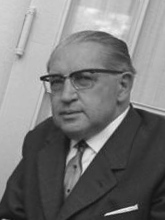
Thomas Dehler (1964)

Thomas Dehler (* 14. Dezember 1897 in Lichtenfels; † 21. Juli 1967 in Streitberg, Landkreis Ebermannstadt) war ein deutscher Politiker (FDP) und Jurist. Von 1949 bis 1953 war er Bundesminister der Justiz und von 1954 bis 1957 Bundesvorsitzender der FDP.
Der Rechtsanwalt Dehler war bereits während der Weimarer Republik Mitglied der DDP und in der NS-Zeit im liberalen Widerstand aktiv. Von 1945 bis 1947 war er Generalstaatsanwalt in Bamberg. Er war Mitbegründer der FDP Bayern, der er 1946 bis 1956 vorstand, und zählte zum linksliberalen Flügel der Partei. Von 1949 bis zu seinem Tod war Dehler Mitglied des Deutschen Bundestages. Dort war er von 1953 bis 1957 Vorsitzender der FDP-Fraktion und 1960 bis 1967 Vizepräsident des Bundestags.

## Leben und Beruf
Nach dem Abitur 1916 nahm Dehler als Soldat am Ersten Weltkrieg teil. Er begann danach ein Studium der Medizin, das er jedoch nach drei Semestern abbrach, um stattdessen ein Studium der Rechts- und Staatswissenschaften an den Universitäten München, an der Freiburg und Würzburg zu absolvieren, das er 1920 mit dem ersten und 1923 mit dem zweiten juristischen Staatsexamen beendete. 1920 wurde er in Würzburg mit der Arbeit Die Begründung des Strafurteils zum Doktor der Rechte promoviert. Dehler war Mitglied bei verschiedenen republikanischen Studentenvereinigungen, so auch Mitgründer der Südmark-Monachia München im Burschenbunds-Convent. Seit 1924 war er zunächst in München, ab 1925 in Bamberg als Rechtsanwalt zugelassen. Bereits in der Weltwirtschaftskrise erwirtschaftete Dehler als Anwalt ein überdurchschnittliches Einkommen.
Seit 1925 war Thomas Dehler mit Irma Frank verheiratet, einer Jüdin. Die Ehe wurde in der Zeit des Nationalsozialismus nach den Nürnberger Gesetzen als „Mischehe“ eingestuft. Da Dehler innerhalb der NS-Kategorien als deutschblütig galt und es bereits Nachkommen gab, wurde die Ehe den so genannten „privilegierten Mischehen“ zugeordnet. Verwandte Irma Dehlers wurden jedoch 1941 deportiert. Durch Nachforschungen erhielt Dehler die Information, dass es kaum Hoffnung gebe, die Deportierten könnten noch leben. In dieser Zeit wurde von der Familie Dehler die bereits nicht mehr durchführbare Auswanderung erwogen. Trotz erheblichen Drucks der Nationalsozialisten wie auch der NS-dominierten Rechtsanwaltskammer hielt Dehler nicht nur an seiner Ehe und an seinen jüdischen Mandanten fest, sondern er übernahm auch Mandate von Regimegegnern. In der NS-Zeitung Der Stürmer wurde er daraufhin als „echter Judengenosse“ verunglimpft.
Die wirtschaftliche Situation Dehlers war in der NS-Zeit schwankend. Phasenweise gehörte Dehler aber weiterhin zu den Spitzenverdienern unter den Anwälten im Reich. Insbesondere in den Jahren 1938 und 1939 ergab die Interessenvertretung von als Juden verfolgten Deutschen im Rahmen so genannter Arisierungsmaßnahmen finanziell lohnende Aufgaben. Die resultierenden Verpflichtungen verfolgte er dabei wohl im Sinne der Klienten rechtschaffen, zumal im Gegenzug staatliche und ständische Stellen des NS-Staates mehrfach erfolglos versuchten, ihn aufgrund seiner Prozessführung u. a. wegen groben Unfugs, Rechtsbeugung oder Pflichtverletzung zu belangen.
Dehler gehörte ab Mitte der 1930er Jahre der Robinsohn-Strassmann-Gruppe an.
Im Zweiten Weltkrieg war Dehler zunächst erneut Soldat, wurde aber wegen seiner jüdischen Frau bereits nach einem Dreivierteljahr als „wehrunwürdig“ aus der Wehrmacht ausgeschlossen. Eine berufliche Beschränkung unterblieb zunächst. Im März 1943 wurde er als „entbehrlich“ für die Rechtspflege eingestuft und für die Kriegswirtschaft freigestellt. Infolgedessen wurde er ab November 1944 für einige Wochen als Bauschreiber im Lager Schelditz bei Rositz durch die Organisation Todt zwangsverpflichtet. Zuvor war Thomas Dehler bereits Ende 1938 infolge der Reichspogromnacht für kurze Zeit in Haft gekommen. Dass er viele auf ihn zielende nationalsozialistisch motivierte Anwürfe parieren konnte, kann vermutlich auch damit begründet werden, dass er bereits vor 1933 in der Bürgerschaft Bambergs vielfältige Kontakte besessen und sich unter den dortigen Richtern und Staatsanwälten einen guten Ruf erworben hatte.
Von 1945 bis 1947 war er Generalstaatsanwalt beim Oberlandesgericht Bamberg, ab 1946 auch Generalankläger am Kassationshof beim Bayerischen Staatsministerium für Sonderaufgaben (Entnazifizierung). Von 1947 bis 1949 war er Präsident des Oberlandesgerichtes Bamberg. Seine Wohnung in Bamberg war Ende April 1945 von der amerikanischen Besatzungsmacht beschlagnahmt und noch fünf Jahre nach Kriegsende nicht geräumt worden, was zu nicht geringen Ressentiments auf Seiten Dehlers geführt hatte.
Dehler wurde schon 1926 in die Freimaurerloge Zur Verbrüderung an der Regnitz in Bamberg aufgenommen. Nach deren Verbot in der NS-Zeit gehörte er 1946 zu den Wiederbegründern der Loge, der er bis zu seinem Tod 1967 angehörte.
1923 war Dehler Mitbegründer des Burschenbundes Südmark Monachia in München. 1948 trat er als Alter Herr der Studentenverbindung Humanitas Würzburg bei. Diese ging in der Landsmannschaft Alemannia Makaria Würzburg im CC auf, beim Pfingstkongress 1959 hielt Dehler die Festrede.
Von 1959 bis 1967 war er Mitglied des Beirats der Friedrich-Naumann-Stiftung.

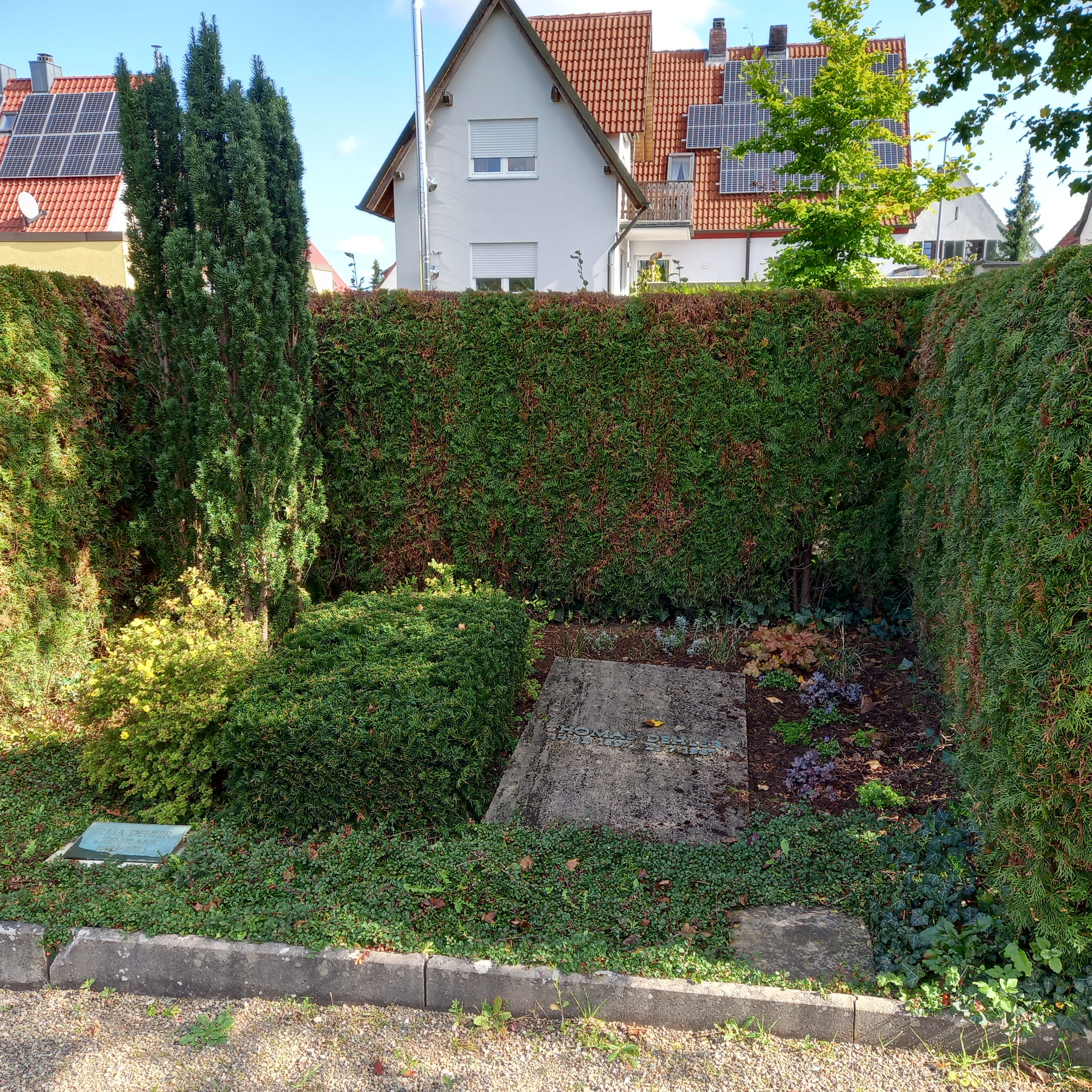
Das Grab von Thomas Dehler und seiner Ehefrau Irma geborene Frank auf dem Friedhof in Lichtenfels

Thomas Dehler erlag im Streitberger Freibad einem Herzversagen. Sein politischer Nachlass liegt im Archiv des Liberalismus der Friedrich-Naumann-Stiftung für die Freiheit in Gummersbach, der museale Teil im Haus der Geschichte der Bundesrepublik Deutschland in Bonn.

## Partei
Von 1920 bis zu ihrer Selbstauflösung nach Druck durch die Nationalsozialisten 1933 war Dehler Mitglied der Deutschen Demokratischen Partei (bzw. ab 1930: Deutsche Staatspartei). Seit 1926 war er Vorsitzender des Kreisverbandes Bamberg seiner Partei. 1924 war er Mitbegründer des die Republik stützenden Kampfverbandes Reichsbanner Schwarz-Rot-Gold.
Nach dem Ende des Zweiten Weltkrieges zählte Dehler gemeinsam mit Fritz Linnert zu den Mitbegründern der FDP Bayern, deren Landesvorsitzender er von 1946 bis 1956 war und als der er 1954 maßgeblich zur Bildung der bislang einzigen bayerischen Landesregierung ohne CSU-Beteiligung beitrug. Auf dem Gründungsparteitag der Bundes-FDP in Heppenheim 1948 wurde er in den Parteivorstand gewählt.
Innerhalb der FDP gehörte Dehler, wie auch Reinhold Maier (Württemberg-Baden), Hans Reif (Berlin) und Willy Max Rademacher (Hamburg), zur Gruppe der entschiedenen Liberalen, die sich gegen einen Kurs der Nationalen Sammlung aussprachen, wie er etwa von den Landesvorsitzenden Friedrich Middelhauve (Nordrhein-Westfalen), August-Martin Euler (Hessen) und Artur Stegner (Niedersachsen) verfolgt wurde. Dehler und seine politischen Freunde sahen den Platz der FDP stattdessen in der politischen Mitte zwischen der SPD und den Unionsparteien. So sprach er sich nach der Bundestagswahl 1949 beispielsweise gegen eine gemeinsame Fraktion mit der DP aus, wie sie vom rechten Flügel der Partei gefordert worden war.
Thomas Dehler bildete mit Alfred Onnen und Fritz Neumayer die parteiinterne Untersuchungskommission zur Aufklärung der Affäre um den Naumann-Kreis.
1954 wurde er zum Bundesvorsitzenden der FDP gewählt. Dieses Amt übte er bis 1957 aus.

## Abgeordneter

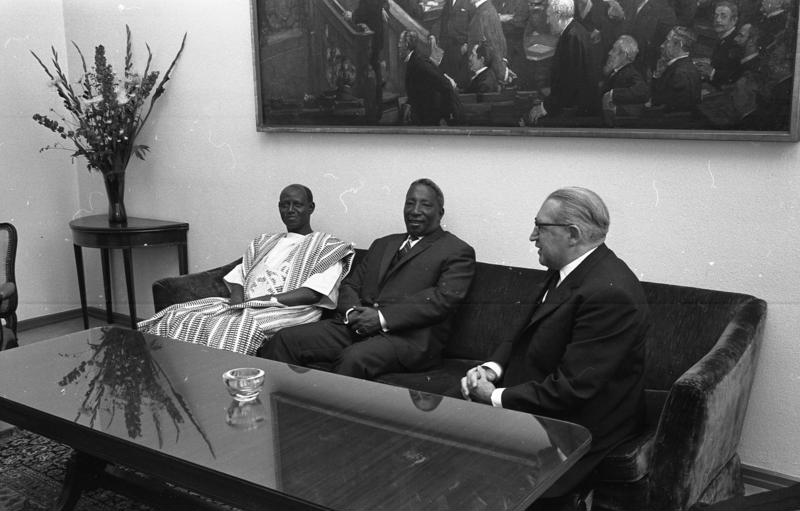
Als Bundestagsvizepräsident empfängt Dehler (rechts) 1966 den Parlamentspräsidenten von Mali Alassane Haidara (Mitte).

1946 gehörte Dehler der Verfassunggebenden Landesversammlung in Bayern und von 1946 bis 1949 dem Bayerischen Landtag an.
Von 1947 bis 1948 war er Mitglied im Länderrat des amerikanischen Besatzungsgebietes und von 1948 bis 1949 des Parlamentarischen Rates.
Von 1949 bis zu seinem Tode war Dehler Mitglied des Deutschen Bundestages, in den er stets über die bayerische Landesliste der FDP gewählt wurde und wo er von 1953 bis 1957 Vorsitzender der FDP-Bundestagsfraktion war.
Am 23. Februar 1956 beschloss die FDP-Fraktion unter seiner Führung, die Koalition mit der CDU/CSU aufzukündigen. Daraufhin schieden 16 Mitglieder, darunter auch die vier FDP-Bundesminister, aus der Fraktion aus und gründeten die Freie Volkspartei (FVP).
Von 1957 bis 1961 leitete Dehler den Arbeitskreis Außenpolitik und Verteidigung der FDP-Bundestagsfraktion und war daneben Vorsitzender des Bundestagsausschusses für Atomkernenergie und Wasserwirtschaft.
Am späten Abend der ganztägigen außenpolitischen Bundestagsdebatte vom 23. Januar 1958 rechneten Thomas Dehler und Gustav Heinemann in zwei Aufsehen erregenden Reden in bis dahin nicht gekannter Schärfe mit Adenauers Politik ab. Beide hatten zuvor als Bundesminister dem Kabinett Adenauer I angehört. Dehler sprach insgesamt 1 Stunde und 39 Minuten, wobei ihn Bundestagspräsident Eugen Gerstenmaier mehrmals wegen Ordnungsverstößen und Redezeitüberschreitung unterbrach. Im Kern warf Dehler dem Bundeskanzler vor, er habe die Wiedervereinigung gar nicht „ernsthaft erstrebt“, er verzichte angesichts der Sachzwänge des Kalten Krieges im Grunde auf Politik, „die eigentlichen Entscheidungen gehen am Parlament, auch am Kabinett vorbei“. Daher schäme er sich, nicht wie Heinemann den Mut zum Rücktritt gehabt zu haben. Er bezog sich dabei insbesondere auf die von Adenauer kategorisch abgelehnte Stalin-Note vom 10. März 1952. Die gesamte Debatte wurde direkt im Rundfunk übertragen und hatte ein Millionenpublikum, was seinerzeit in der CDU-Führung erhebliche Besorgnis auslöste.
Vom 28. September 1960, als er Nachfolger des verstorbenen Max Becker wurde, bis zu seinem Tode war er Vizepräsident des Deutschen Bundestages. 1960/61 vertrat er den Bundestag vor dem Bundesverfassungsgericht im Verfahren über den Antrag der bayerischen Staatsregierung auf Feststellung der Nichtigkeit des „Gesetzes zur Reinhaltung der Bundeswasserstraßen vom 17. August 1960“.
Seit dem 19. Juni 1963 war er außerdem Vorsitzender des Wahlmännerausschusses nach § 6 des Gesetzes über das Bundesverfassungsgericht.

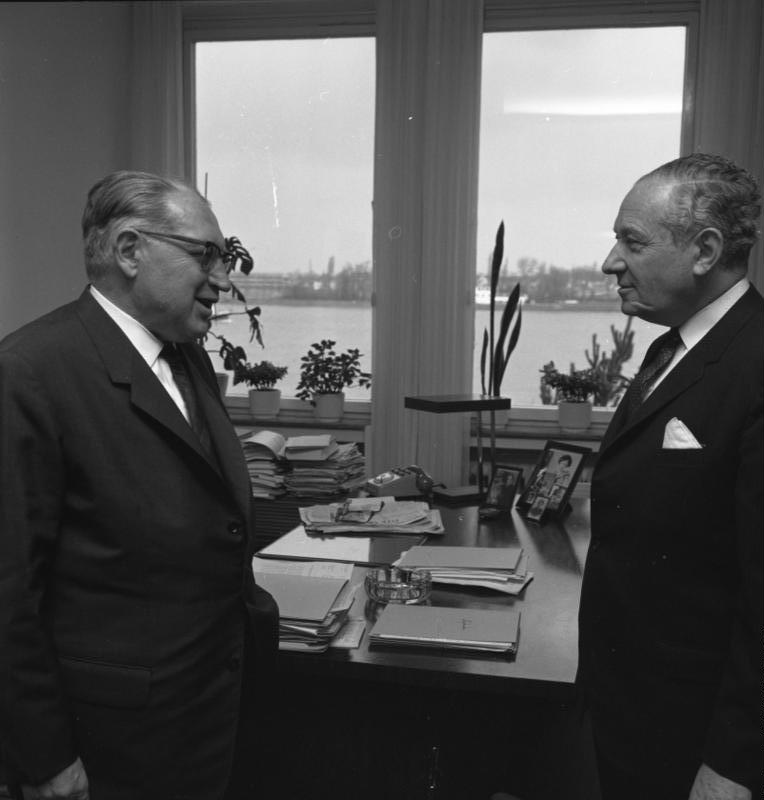
Bundestagsvizepräsident Dehler (links) empfängt 1967 den Präsidenten der American Federation of Jews from Central Europe, Curt C. Silberman.

In der Verjährungsdebatte im Bundestag vom 10. März 1965 plädierte Dehler auf der Basis rechtsstaatlicher Erwägungen für die bevorstehende Verjährung von ungesühnten Morden, insbesondere auch nationalsozialistischer Täter. In diesem Sinne erklärte er 1965 im Bundestag: „Zu unserem Recht gehört auch, dass Schuld, dass jede Schuld verjährt“.

## Öffentliche Ämter
Von Juni 1945 bis 1946 war er von der US-Militärregierung ernannter Landrat des Kreises Bamberg.
Nach der Bundestagswahl 1949 wurde er am 20. September 1949 als Bundesminister der Justiz in die von Bundeskanzler Konrad Adenauer geführte Bundesregierung berufen.
Zu den ersten unter dem Bundesjustizminister Dehler veröffentlichten Bundesgesetzen gehört das Straffreiheitsgesetz. Dieses amnestierte die meisten Straftaten, die vor dem 15. September 1949 verübt worden und mit Arrest von höchstens einem Jahr oder einer Geldstrafe von bis zu 10.000 Mark bedroht waren. Trotz einiger Vorbehalte gegen dieses Gesetz bewertete er letztlich die Maßnahme als geeignet, um das politische Leben in der Bundesrepublik „zu entgiften“. Allgemein trat Dehler für einen Schlussstrich im juristischen Sinne gegenüber der Zeit des Nationalsozialismus ein. Unter anderem arbeitete er einen Parteitagsbeschluss der Bundes-FDP im Jahre 1949 zur Beendigung der Entnazifizierung mit aus. Die durch Dehler unterstützte Ausführungsgesetzgebung zu Art. 131 GG ermöglichte es vielen ehemaligen Beamten, die wegen ihrer Parteizugehörigkeit zur NSDAP nach 1945 aus dem Dienst entfernt worden waren, ab 1951 als sogenannte 131er ihre Wiedereinstellung oder beamtenrechtliche Versorgung zu betreiben. Auch wenn Dehler dafür eintrat, die Verbrechen der Nationalsozialisten nicht zu vergessen, hielt er es innenpolitisch dennoch für zumutbar, deren Funktionäre zu amnestieren. Insofern nahm er gegenüber den ehemaligen Kriegsgegnern eine teilweise provozierende Position ein, indem er in der Kriegsverbrecherfrage für ein allgemeines und befriedend wirkendes Verzeihen und Vergessen eintrat. Entsprechende öffentliche Äußerungen seinerseits hatten 1950 einen Protest des französischen Hohen Kommissars bei Adenauer zur Folge.
In der Frage einer Wiedergutmachung der Verbrechen, die das nationalsozialistische Deutsche Reich an Juden verübt hatte, nahm Dehler eine zurückhaltende Position ein. Er erkannte durchaus an, dass Israels Ansprüche berechtigt waren, wollte aber nicht, dass in den Verhandlungen zum Luxemburger Abkommen ein bezifferbares Angebot gemacht würde: „Moralische Forderungen seien eben nur moralisch“.
Im Bundestagswahlkampf 1953 sprach er sich mit der FDP im Gegensatz zu den Koalitionspartnern CDU/CSU und DP gegen die Wiedereinführung der Todesstrafe aus.
Ende 1952 sorgte Dehler für heftige Kontroversen durch seine wiederholt öffentlich geäußerte scharfe Kritik am Bundesverfassungsgericht. Hierbei ging es um die vom Gericht zu entscheidende Frage, inwieweit ein – infolge des EVG-Vertrages zu erbringender – deutscher Wehrbeitrag mit dem Grundgesetz vereinbar sei. Hierzu erklärte Dehler u. a. am 21. November 1952 auf dem FDP-Bundesparteitag in Bad Ems: „Ich möchte hoffen, dass in dem höchsten deutschen Gericht keine politischen Willensentscheidungen, sondern Rechtsentscheidungen fallen, und dass sich beim Bundesverfassungsgericht der Geist des Sozialismus nicht auswirkt.“
Diese und weitere Äußerungen Dehlers zum selben Thema hatten u. a. ein parlamentarisches Nachspiel in Form eines – von der Regierungsmehrheit abgelehnten – Missbilligungsantrages der SPD-Opposition zur Folge.
Als weitaus gravierender für Dehler erwies sich in diesem Zusammenhang die tiefe Verärgerung, die er bei Bundespräsident Theodor Heuss und dem Präsidenten des Bundesverfassungsgerichts Hermann Höpker-Aschoff ausgelöst hatte. Als nach der Bundestagswahl 1953 die Berufung des Kabinetts Adenauer II anstand, lehnte Heuss eine erneute Berufung Dehlers zum Bundesjustizminister strikt ab, obwohl dieser von der FDP nominiert und vom Bundeskanzler offiziell vorgeschlagen worden war. Adenauer hatte seinen Vorschlag daraufhin zurückgezogen. Infolgedessen schied Dehler am 20. Oktober 1953 aus der Bundesregierung aus und wurde stattdessen zum Vorsitzenden der FDP-Bundestagsfraktion gewählt.

## Ehrungen
- Das Bundesministerium für innerdeutsche Beziehungen stiftete einen Literaturpreis als Thomas-Dehler-Preis
- Die Bundesparteizentrale der FDP residierte bis 1999 im Bonner Thomas-Dehler-Haus, die neue Berliner Bundesgeschäftsstelle trug bis 2017 ebenfalls den Namen Thomas-Dehler-Haus.
- Die Thomas-Dehler-Stiftung, die der bayerischen FDP nahe steht. Die Stiftung verleiht jährlich den Thomas-Dehler-Preis.
- Die Thomas-Dehler-Bibliothek in der Martin-Luther-Str. 77 in 10825 Berlin-Schöneberg
- Die Thomas-Dehler-Straßen in München-Neuperlach und Oldenburg-Eversten
- Ehrenbürger der Stadt Lichtenfels[23]
- 1961: Bayerischer Verdienstorden
- 1964: Wolfgang-Döring-Medaille

## Kritik
Direkt vor Verabschiedung des Restitutionsgesetzes (Wiedergutmachung) auf der Basis des Militärregierungsgesetzes Nr. 59 hatte er der Witwe des Otto Bamberger, der in den USA in prekären Verhältnissen lebenden Henriette „Jetta“ Bamberger, eine Zahlung in Höhe von lediglich 5.000 US-Dollar für das Sonnenhaus (Lichtenfels) angeboten. Ziel sei demzufolge gewesen, in den Besitz eines legalen Kaufvertrages zu kommen, um die bevorstehende reguläre Restitution zu verhindern. Da Dehler „Jetta“ Bamberger nicht auf die unmittelbar bevorstehende Restitution hinwies, über die er aufgrund seiner vielfältigen Funktionen im Parlamentarischen Rat, im Länderrat des US-amerikanischen Besatzungsgebietes und im Bayerischen Landtag definitiv informiert gewesen sei, habe er diese arglistig getäuscht und somit betrogen.

## Werke (Auswahl)
- Die Begründung des Strafurteils, jur. Dissertation, Würzburg 1920.
- Die Rechtsentwicklung in der Sowjetischen Besatzungszone, Bundesverband der Deutschen Industrie, Köln 1952.
- Das Parlament im Wandel der Staatsidee. In: Macht und Ohnmacht der Parlamente. Stuttgart 1965, S. 9 ff.
- Lob auf Franken. Ein Bekenntnis, Glock u. Lutz, Nürnberg 1967.
- Parlament und Presse. In: Zeitungsverlag und Zeitschriften-Verlag, 1965, Heft 43/44, S. 1990 f.
- Reden und Aufsätze, Westdeutscher Verlag, Köln 1969.